# 雙速切換裝置
雙速切換裝置為日本富士重工業自1980年代研發製造的副變速箱技術。

## 概要
1979年10月6日富士重工業推出的第二代Leone四速手排四輪驅動車型上首度搭載此裝置，這是一種設有高、低齒輪比的副變速箱，兩者間相差約1.462倍。原先該公司的適時4WD系統由傳動齒輪、傳動軸及後差速器連接安置車頭的縱置式水平對臥四缸引擎，新設計則變更成雙液壓多片式傳輸的限滑差速器，而成為全時四輪驅動。因此，第二代Leone的1.8L 4WD車型具有密齒輪比手排變速箱（close-ratio transmission），可切換前進8檔、後退2檔，成為當時日本拉力賽賽車手的最愛。
1984年大改款的第三代Leone面世，五速手動排檔車型亦搭配此種裝置，於是共可切換前進10檔、後退2檔。1994年第三代Leone停產，一時之間富士重工業未再使用雙速切換裝置。直到1997年8月自速霸陸Legacy衍生的速霸陸Outback小改款，甫再度復活於五速手動排檔車型上。2002年大改款的第二代速霸陸Forester運動型多用途車上市，自然進氣引擎、五速手排的車型亦搭載此機構。2007年上市的第三代速霸陸Impreza再度於排檔桿後方設立這個裝置，在變速箱輸出端加上一組比例為1.447的齒輪，將扭力放大、車速降低。

## 類似機構

### 三菱超級排檔變速箱

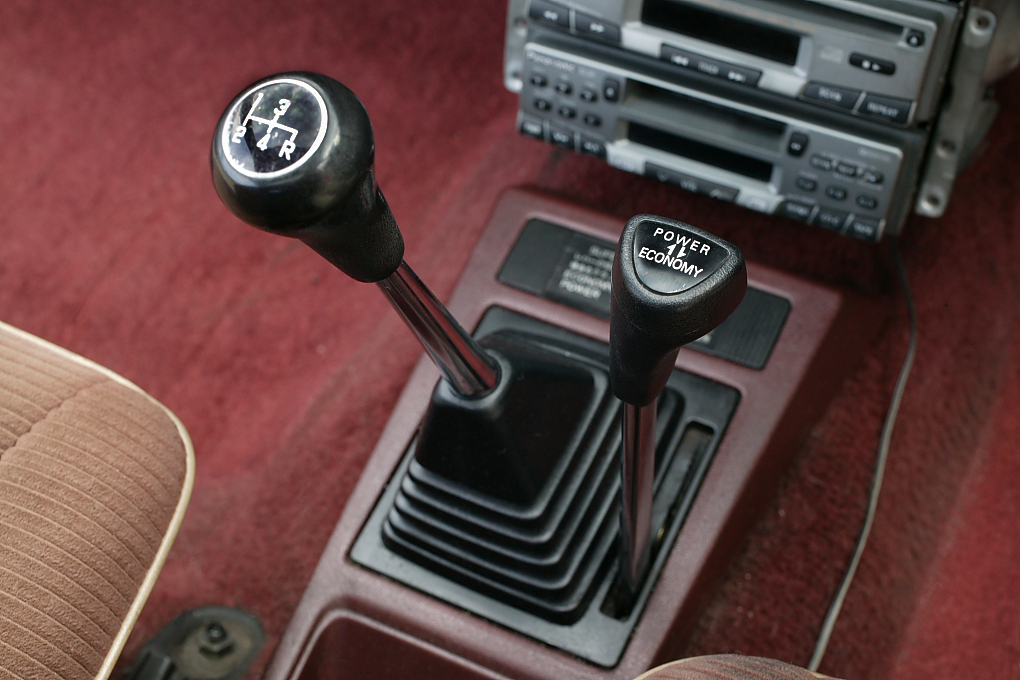
三菱Cordia的Super Shift裝置位於排檔桿右側

三菱汽車早在1978年推出第一代三菱Mirage時，便配置了名為「Super Shift 4x2」的副變速箱，其作用原理和速霸陸的雙速切換裝置相同，但第一代Mirage採前輪驅動的佈局。接著1982年的三菱Cordia、三菱Tredia，也使用在適時四輪驅動車型上。由於在海外市場獲得不錯的評價，持續生產至1990年代為止。

### 本田Hyper Shift
1985年本田技研工業推出第一代本田City R Type車型時，曾推出附有副變速箱的四速手動排檔系統，稱之為「Hyper Shift」。這套變速系統仰賴ECU計算副變速箱作動時機而自動變速。副變速箱作動的檔位在2至4檔間，故實際上可達到7段變速。不過這套變速系統並不像前述二者，可由駕駛人手動操控，後來並未出現在本田其他車種。

## 外部連結
- 十代序曲：Subaru Impreza 2.0R（GH7） （页面存档备份，存于）